# الین نوردگرن

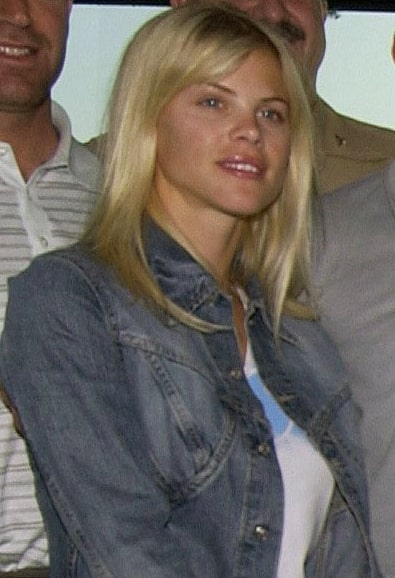

الین ماریا پرینلا نوردگرن (تولد:۱ ژانویه در ۱۹۸۰ استکهلم سوئد) مدل سابق بیکینی و همسر سابق تایگر وودز گلف‌باز آمریکایی است. نوردگرن و تایگر وودز در اکبر سال ۲۰۰۴ و در مراسمی با هزینهٔ ۱٫۵ میلیون دلاری به‌طور رسمی ازدواج کردند. نوردگرن در سال ۲۰۰۴ توسط جسپر پارنویک یک گلف‌باز سابق به وودز معرفی شد. در سال ۲۰۰۶ تایگر وودز پس از انتشار تصاویر پورنو از نوردگرن اعلام کرد که این موضوع غیرقابل قبول است. در نشریهٔ (The Irish Daily Start) علاوه بر تصاویر نوردگرن با بیکینی تصاویر برهنهٔ زنی که مدعی شده بودند، نوردگرن است منتشر شده بودند.